# Rhyparochromus vulgaris
Rhyparochromus vulgaris (Schilling, 1829) è un insetto rincote della famiglia Rhyparochromidae.

## Descrizione
È un insetto terricolo, grande 6-8 mm, di colore nero-marrone; il pronoto è scuro anteriormente, e chiaro, leggermente puntinato di nero posteriormente; lo scutello è nero, con bordo bianco e puntinato; elitre marrone chiaro-bianco, sempre puntinate, con una macchia nera che ne circonda una bianca più piccola sul margine interno; le membrane alari sono nere, con un punto bianco sulla punta; nei maschi, le tibie mediane e frontali sono pallide. R. vulgaris può essere confuso con diverse altre specie, tra cui le congeneri R. pini (più scura, e con pronoto nero) e R. alboacuminatis (che ha i femori posteriori spinati e macchie bianche sulle membrane alari), ma anche Xanthochilus saturnius e varie specie del genere Eremochoris.

## Biologia
La specie frequenta vari habitati, dalle zone erbose a boschi e foreste misti, aree coltivate e giardini; si nutre dei semi di varie piante (incluse fragola, ortica, salvia, pioppo, olmo), generalmente raccogliendoli da terra. È specie diurna, facile da trovare anche in inverno nascosta in grandi numeri sotto la corteccia.
La femmina depone le uova nel terreno verso aprile; queste si schiudono a luglio, e nel giro del mese appaiono gli adulti. Questi, insieme alle ninfe al quinto stadio, svernano, spesso cercando riparo nelle abitazioni. Ritornano attivi in primavera per l'accoppiamento. 

## Distribuzione e habitat

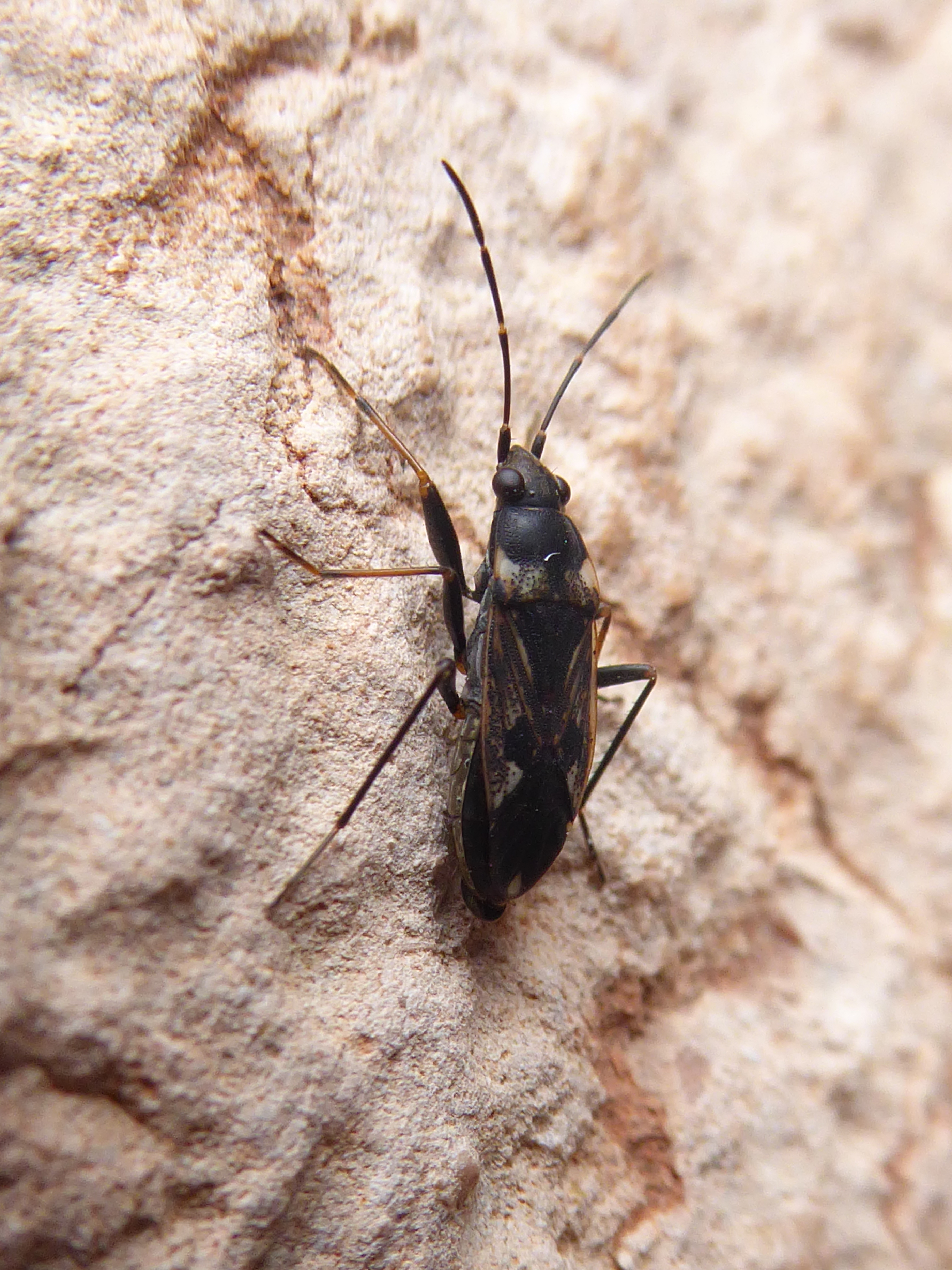
Esemplare fotografato a Povo (Trento, Italia)

La specie è nativa dell'Europa, e qui attestata in gran parte dell'area continentale, con l'eccezione dei territori più settentrionali; è stata introdotta in Inghilterra (dove è attestata dal 2010-11, perlopiù nel sud-est) e sulla costa occidentale del Nord America (introdotta nello stato di Washington nel 1999 e quindi espansasi in Oregon, Montana, Idaho e Columbia Britannica).